# Tepetlaoztoc
Tepetlaoztoc o Tepetlaoxtoc (termine nahuatl per "luogo delle grotte tepetate") è un sito archeologico situato nel Messico centrale, usato in passato come insediamento azteco/Nahua durante il tardo periodo post-classico mesoamericano. Fu occupato continuativamente per tutto il periodo coloniale. Il sito si trova nella valle del Messico, a nord-est di Texcoco.
Negli anni settanta l'area era relativamente sottosviluppata, e si poteva, tramite foto aeree, riconoscere ancora i bordi dei campi del XVI secolo ed il sistema di irrigazione descritto nel Codice di Santa Maria Asuncion (manoscritto presente nella Biblioteca Nacional) e nel Codice Vergara. Allo stesso modo si potevano calcolare le posizioni di molti aldeas sottomessi a Tepetlaoztoc, oltre a vedere i basamenti delle mura delle case. Al tempo del lavoro di Sander negli anni novanta, lo sviluppo aveva in gran parte distrutto questi resti.